# Studierendenwerk Trier
Das Studierendenwerk Trier ist eine Anstalt öffentlichen Rechts (AöR) des Landes Rheinland-Pfalz. Zu seinen gesetzlichen Aufgaben nach §§ 112–116 HochSchG gehört die „soziale Betreuung sowie die wirtschaftliche und kulturelle Förderung“ der Studierenden an den Hochschulstandorten in Trier und Birkenfeld. Das Studierendenwerk Trier erhielt 2012 als erstes Studierendenwerk in Deutschland den Umweltpreis des Landes Rheinland-Pfalz in Anerkennung seines ökologischen Engagements. Für seine digitale Kommunikationsstrategie zeichnete der "Digital Transformation Award" das Studierendenwerk im Jahr 2015 aus. Ebenfalls 2023 sowie erneut 2024 verlieh die Tierschutzorganisation PETA Deutschland der Mensa Tarforst jeweils drei Sterne im Rahmen der Auszeichnung als veganfreundliche Mensa. Im selben Jahr ehrte die Regionalinitiative „Faszination Mosel“ das gastronomische Konzept „Klappschmier“ als „Moselheld“. Im März 2025 folgte die Landesauszeichnung „Inklusion.Plus“ in der Kategorie „Öffentlicher Dienst“ für besonderes Engagement im Bereich Barrierefreiheit und Teilhabe.

## Aufgaben
Zu den satzungsgemäßen Aufgabenbereichen des Studierendenwerks gehören:

### Errichtung und Bewirtschaftung von Mensen und Cafeterien
Das Studierendenwerk bewirtschaftet drei Mensen:
- am Standort Tarforst
- am Standort Schneidershof
- am Standort Petrisberg

sowie vier Cafeterien:
- Standort Tarforst (Bistro A/B, ForU und „Klappschmier“)
- Standort Schneidershof ("Klappschmier BelleVue")

Im Jahr 2024 (Stand 31.12.24) wurden von sämtlichen gastronomischen Einrichtungen rund 386.524 Essen ausgegeben.
Die Tierschutzorganisation PETA zeichnete die Mensa Tarforst 2023 mit drei Sternen im Wettbewerb „Vegan freundliche Mensa“ aus. Mit „App auf den Teller“ stellte das Studierendenwerk auf einen digitalen Speiseplan um und wurde 2015 mit dem „Digital Transformation Award“ ausgezeichnet.
Seit 2016 verfügt das Studierendenwerk außerdem über eine Burger-Theke. Der sogenannte Burgenerator bietet allen Gästen die Möglichkeit online einen individuellen Burger zusammenzustellen. Zum Wunschzeitpunkt kann der Burger dann in der Mensa Tarforst abgeholt werden.

### Errichtung und Bereitstellung von studentischem Wohnraum
Das Studierendenwerk Trier unterhält 1.095 Wohneinheiten in folgenden vier Wohnanlagen:
- Martinskloster und Haus am Baum
- Tarforst – Enercase[8]
- Kleeburger Weg (noch bis September 2025 in der Vermietung)
- Petrisberg

Von diesen liegt die Wohnanlage Martinskloster und Haus am Baum in der Nähe der Hochschule Trier. Die anderen Häuser befinden sich in Uni-Nähe.

### Beratung in sozialen, psychologischen und rechtlichen Angelegenheiten
An beiden Hochschulstandorten unterhält das Studierendenwerk eine psychosoziale Beratung und vermittelt juristische Erstberatungen durch niedergelassene Anwälte; die Beratungen erfolgen für Studierende kostenfrei.

### Unterstützung mit Darlehen und Beihilfen
Zur Unterstützung bedürftiger Studierender bietet das Studierendenwerk: Freitische, soziale Unterstützung, Überbrückungsdarlehen, Examensabschlussdarlehen und finanzielle Unterstützung für Studierende mit Kind („Windelstipendium“ bzw. das „Start-up-Set“ bzw. das kostenlose Mensa-Essen für Kinder „Kids-for-free“).

### Semesterticket wird Deutschlandsemesterticket
Das Semesterticket wurde zum 1. März 2024 für die Studierenden der Hochschule Trier und zum 1. April 2024 für die Studierenden der Universität Trier zum Deutschlandsemesterticket und ist Bestandteil des Sozialbeitrags der Studierenden der Trierer Hochschulen.
Anders als beim bisherigen Semesterticket gilt nicht mehr der Studienausweis als Fahrausweis, sondern es wird ein digitales Ticket benötigt und der Personalausweis als Dokument zur Verifizierung bei einer Fahrscheinkontrolle. Studierende der Trierer Hochschulen müssen sich in der Portazon-App der Stadtwerke Trier online registrieren, um das digitale Ticket per Smartphone zu erhalten.
Mit dem Deutschlandsemesterticket verliert das regionale Trierer Semesterticket seine Gültigkeit, das bedeutet der Studiausweis gilt nicht mehr als Fahrschein; allein das digitale Ticket in der Portazon-App (Android / iOS) ermöglicht den Studierenden der Trierer Hochschule ab dem 1. März und den Studierenden der Universität Trier ab 1. April, die Fahrt im kompletten Nah- und Regionalverkehr zwischen der Nordseeküste und den Alpen.
Der Gültigkeitszeitraum umfasst die komplette Dauer des Sommersemesters für Studierende an der Hochschule Trier (1. März 2024 bis 31. August 2024) und der Universität Trier (1. April 2024 bis 30. September 2024).
Die Gültigkeit umfasst den gesamten öffentlichen Nahverkehr in ganz Deutschland (2. Klasse), also alle Linienbusse, Nahverkehrszüge, S- und U-Bahnen und Straßenbahnen. In Fernzügen wie Intercity oder ICEs gilt das Ticket nicht. Der Code ist persönlich für die Studierenden in der Portazon-App ausgestellt. Im Fall einer Kontrolle muss als weitere Legitimation noch der Personalausweis vorzeigezeigt werden.
Seit 1. März 2020 ist auch das Überqueren der Grenze nach Luxemburg mit Zügen und mit VRT-Bussen möglich.
Es gilt  nicht  in nicht zum VRT gehörenden luxemburgischen Bussen sowie in Bussen der Strecke Trier – Flughafen Hahn.

### Kultursemesterticket
Seit Oktober 2014 bietet das Studierendenwerk das Kultursemesterticket Di-Mi-Do an. Diese satzungsgemäße Kulturinitiative verfolgt das Ziel den Trierer Studierenden bei fünfzehn öffentlichen Kultureinrichtungen von Dienstag bis Donnerstag freien Eintritt auf Basis von Restkarten an der Abendkasse zu ermöglichen (Europäische Kunstakademie Trier, Schatzkammer der Stadtbibliothek Trier, Karl-Marx-Haus, Museum am Dom Trier, Rheinisches Landesmuseum Trier, Stadtmuseum Simeonstift Trier, Theater Trier, Tuchfabrik (Kulturzentrum), Volkskundemuseum Roscheider Hof, Kammermusikalische Vereinigung Trier, Moselmusikfestival, Generator Medienkunstlabor Trier, Bühne 1, Deutsches Edelsteinmuseum Idar-Oberstein, Trierer Tourismus und Marketing GmbH).

## Struktur
Organe des Studierendenwerks sind der Verwaltungsrat und der Geschäftsführer.
Der Verwaltungsrat berät und entscheidet in allen Angelegenheiten von grundsätzlicher Bedeutung, insbesondere über den jährlichen Wirtschaftsplan. Weitere wichtige Aufgaben sind die Beschlussfassung über die Satzung sowie Erlass und Änderung der Beitragsordnung.
Dem Verwaltungsrat des Studierendenwerks gehören stimmberechtigt drei Professoren, fünf Studierende, eine Vertretung des öffentlichen Lebens, Kanzler der Universität Trier bzw. der Hochschule Trier (im Wechsel), der Vorsitz des Personalrats des Studiwerks, sowie eine beratende Person aus der theologischen Fakultät an. Vorsitzender des Verwaltungsrats ist Henrik te Heesen (seit 6. April 2022).
Der Geschäftsführer Andreas Wagner vertritt das Studierendenwerk nach außen und führt die laufenden Geschäfte.

## Finanzierung
Das Studierendenwerk Trier finanziert sich im Wesentlichen aus drei Quellen:
- Eigeneinnahmen
- Sozialbeiträge der Studierenden und
- Zuschüsse des Landes Rheinland-Pfalz (nur für den Betrieb der Mensen).

Die Umsatzerlöse betrugen laut Geschäftsbericht (2021/2022) rund 10,1 Millionen EURO.

## Betreute Hochschulen
folgende Hochschulen werden vom Studierendenwerk Trier betreut:
- Universität Trier
- Hochschule Trier inkl. Umwelt-Campus Birkenfeld
- Theologische Fakultät Trier

Koordinaten: 49° 44′ 45″ N, 6° 41′ 13″ O